# Campeonato Mundial 2023-24 de Fórmula E
El Campeonato Mundial de Fórmula E de 2023-24 fue la 10.ª temporada del Campeonato Mundial de Fórmula E de la historia. Fue organizada por la Federación Internacional del Automóvil (FIA).
El alemán Pascal Wehrlein logró su primer título mundial de Fórmula E.

## Equipos y pilotos
Todos los equipos compitieron con neumáticos Hankook.
| Equipo                           | Unidad de potencia | Unidad de potencia | N.º | Pilotos                | Siglas | Carreras    |
| -------------------------------- | ------------------ | ------------------ | --- | ---------------------- | ------ | ----------- |
| Envision Racing                  | Jaguar             | I-Type 6           | 4   | Robin Frijns           | FRI    | 1-8, 11-16  |
| Envision Racing                  | Jaguar             | I-Type 6           | 4   | Joel Eriksson          | ERI    | 9-10        |
| Envision Racing                  | Jaguar             | I-Type 6           | 16  | Sébastien Buemi        | BUE    | 1-8, 11-16  |
| Envision Racing                  | Jaguar             | I-Type 6           | 16  | Paul Aron              | ARO    | 9-10        |
| Jaguar TCS Racing                | Jaguar             | I-Type 6           | 9   | Mitch Evans            | EVA    | Todas       |
| Jaguar TCS Racing                | Jaguar             | I-Type 6           | 37  | Nick Cassidy           | CAS    | Todas       |
| Andretti Formula E               | Porsche            | 99X Electric       | 1   | Jake Dennis            | DEN    | Todas       |
| Andretti Formula E               | Porsche            | 99X Electric       | 17  | Norman Nato            | NAT    | Todas       |
| TAG Heuer Porsche Formula E Team | Porsche            | 99X Electric       | 13  | António Félix da Costa | DAC    | Todas       |
| TAG Heuer Porsche Formula E Team | Porsche            | 99X Electric       | 94  | Pascal Wehrlein        | WEH    | Todas       |
| DS Penske                        | DS                 | E-Tense FE23       | 2   | Stoffel Vandoorne      | VAN    | Todas       |
| DS Penske                        | DS                 | E-Tense FE23       | 25  | Jean-Éric Vergne       | JEV    | Todas       |
| Maserati MSG Racing              | Maserati           | Tipo Folgore       | 7   | Maximilian Günther     | GÜN    | Todas       |
| Maserati MSG Racing              | Maserati           | Tipo Folgore       | 18  | Jehan Daruvala         | DAR    | Todas       |
| Nissan Formula E Team            | Nissan             | e-4ORCE 04         | 22  | Oliver Rowland         | ROW    | 1-12, 15-16 |
| Nissan Formula E Team            | Nissan             | e-4ORCE 04         | 22  | Caio Collet            | COL    | 13-14       |
| Nissan Formula E Team            | Nissan             | e-4ORCE 04         | 23  | Sacha Fenestraz        | FEN    | Todas       |
| NEOM McLaren Formula E Team      | Nissan             | e-4ORCE 04         | 5   | Jake Hughes            | HUG    | Todas       |
| NEOM McLaren Formula E Team      | Nissan             | e-4ORCE 04         | 8   | Sam Bird               | BIR    | 1-7, 11-16  |
| NEOM McLaren Formula E Team      | Nissan             | e-4ORCE 04         | 8   | Taylor Barnard         | BAR    | 8-10        |
| ERT Formula E Team               | ERT                | X24                | 3   | Sérgio Sette Câmara    | SET    | Todas       |
| ERT Formula E Team               | ERT                | X24                | 33  | Dan Ticktum            | TIC    | Todas       |
| Mahindra Racing                  | Mahindra           | M9Electro          | 21  | Nyck de Vries          | DEV    | 1-8, 11-16  |
| Mahindra Racing                  | Mahindra           | M9Electro          | 21  | Jordan King            | KIN    | 9-10        |
| Mahindra Racing                  | Mahindra           | M9Electro          | 48  | Edoardo Mortara        | MOR    | Todas       |
| ABT CUPRA Formula E Team         | Mahindra           | M9Electro          | 11  | Lucas Di Grassi        | DIG    | Todas       |
| ABT CUPRA Formula E Team         | Mahindra           | M9Electro          | 51  | Nico Müller            | MÜL    | 1-8, 11-16  |
| ABT CUPRA Formula E Team         | Mahindra           | M9Electro          | 51  | Kelvin van der Linde   | VDL    | 9-10        |

### Cambios de pilotos

#### En pretemporada
- Robin Frijns abandonó ABT CUPRA y regresó a Envision Racing.[3]
- Nick Cassidy dejó Envision Racing y pasó a Jaguar en sustitución de Sam Bird,[7] quien fichó por McLaren[17] tras la salida de René Rast.[23]
- Oliver Rowland regresó a Nissan después de correr dos años para Mahindra Racing.[13]
- André Lotterer anunció su retiro de la Fórmula E para continuar su carrera en el Campeonato Mundial de Resistencia de la FIA.[24] Norman Nato fue su sustituto en Andretti.[9]
- Después de 6 años, Edoardo Mortara abandonó Maserati MSG Racing y pasó a Mahindra Racing.[25][20]
- Lucas Di Grassi anunció su salida de Mahindra Racing y pasó a ABT CUPRA para la temporada 10.[26][21]
- Jehan Daruvala, proveniente del Campeonato de Fórmula 2 de la FIA, fue nuevo piloto de Maserati MSG Racing.[12]
- Nyck de Vries volvió a la Fórmula E con Mahindra Racing tras correr en la Fórmula 1.[20]

#### En temporada
- Al coincidir el e-Prix de Berlín con la semana de carrera de las 6 Horas de Spa-Francorchamps del Campeonato Mundial de Resistencia de la FIA, Envision dio prioridad a sus pilotos titulares, quienes fueron reemplazados por los pilotos Paul Aron y Joel Eriksson. Mahindra hizo lo mismo con Nyck de Vries, que fue reemplazado por Jordan King.[4]
- Debido a un accidente en el e-Prix de Mónaco, Sam Bird, piloto de McLaren, fue sustituido por su compatriota Taylor Barnard.[18]
- Kelvin van der Linde volvió a correr para ABT CUPRA en sustitución de Nico Müller, quien disputó las 6 Horas de Spa el mismo fin de semana.[22]
- Oliver Rowland no disputó el e-Prix de Portland debido a una enfermedad. El brasileño Caio Collet, proveniente de la Indy NXT, lo sustituyó en su asiento en Nissan.[14]

### Cambios de equipos
- El 5 de septiembre de 2023, Andretti Autosport anunció que todos sus equipos de carreras corrieron bajo la marca «Andretti Global» a partir de 2024.[27]
- El 20 de octubre de 2023, días antes de los test pretemporada, el equipo NIO 333 Racing anunció su cambio de nombre a ERT Formula E Team, finalizando así su colaboración con el fabricante de automóviles NIO. [28]

## Entrenamientos

### Pretemporada
Las pruebas de pretemporada se disputarán del 24 al 27 de octubre en el circuito Ricardo Tormo, Cheste (España).
| N.º | Circuito                                  | Mapa del circuito    | Resultados    | Resultados | Resultados       | Resultados | Resultados | Resultados   | Resultados |
| --- | ----------------------------------------- | -------------------- | ------------- | ---------- | ---------------- | ---------- | ---------- | ------------ | ---------- |
| 1   | Circuito Ricardo Tormo Longitud: 3,376 km |                      | Fecha         | Fecha      | N.º              | Piloto     | Equipo     | Mejor tiempo | Vueltas    |
| 1   | Circuito Ricardo Tormo Longitud: 3,376 km | Día 1                | 24 de octubre | 25         | Jean-Éric Vergne | Penske-DS  | 1:25.426   | 33           |            |
| 1   | Circuito Ricardo Tormo Longitud: 3,376 km | Día 2                | 26 de octubre | 9          | Mitch Evans      | Jaguar     | 1:24.791   | 58           |            |
| 1   | Circuito Ricardo Tormo Longitud: 3,376 km | Día 3                | 27 de octubre | 37         | Nick Cassidy     | Jaguar     | 1:24.617   | 115          |            |
| 1   | Circuito Ricardo Tormo Longitud: 3,376 km | Resultados completos |               |            |                  |            |            |              |            |

## Calendario
El 20 de junio de 2023 se anunció el calendario que tiene como principal novedad la inclusión del e-Prix de Tokio, que será la primera carrera de la categoría en Japón.
El 19 de octubre se anunció un borrador de calendario final, donde destaca la introducción del e-Prix de Shanghái, representando la vuelta de la categoría a China tras 5 años de ausencia, por otro lado el e-Prix de Roma y Yakarta se bajaron de calendario el primero por motivos de seguridad y configuración del circuito, y el segundo debido a motivos electorales en la ciudad.
El 5 de enero se anunció la cancelación del e-Prix de Hyderabad debido a desacuerdos con el gobierno de Telangana, en su reemplazo se anunció la adición de una fecha más a la ronda de Portland y también el debut de Misano como sustituto del e-Prix de Roma.
| Carrera | e-Prix                        | Circuito                                                | Fecha       |
| ------- | ----------------------------- | ------------------------------------------------------- | ----------- |
| 1       | e-Prix de la Ciudad de México | Autódromo Hermanos Rodríguez, Ciudad de México          | 13 de enero |
| 2       | e-Prix de Diriyah             | Circuito callejero de Diriyah, Diriyah                  | 26 de enero |
| 3       | e-Prix de Diriyah             | Circuito callejero de Diriyah, Diriyah                  | 27 de enero |
| 4       | e-Prix de São Paulo           | Circuito callejero de São Paulo, São Paulo              | 16 de marzo |
| 5       | e-Prix de Tokio               | Circuito callejero de Tokio, Tokio                      | 30 de marzo |
| 6       | e-Prix de Misano Adriático    | Misano World Circuit Marco Simoncelli, Misano Adriatico | 13 de abril |
| 7       | e-Prix de Misano Adriático    | Misano World Circuit Marco Simoncelli, Misano Adriatico | 14 de abril |
| 8       | e-Prix de Mónaco              | Circuito de Mónaco, Montecarlo                          | 27 de abril |
| 9       | e-Prix de Berlín              | Circuito del Aeropuerto Berlín-Tempelhof, Berlín        | 11 de mayo  |
| 10      | e-Prix de Berlín              | Circuito del Aeropuerto Berlín-Tempelhof, Berlín        | 12 de mayo  |
| 11      | e-Prix de Shanghái            | Circuito Internacional de Shanghái, Shanghái            | 25 de mayo  |
| 12      | e-Prix de Shanghái            | Circuito Internacional de Shanghái, Shanghái            | 26 de mayo  |
| 13      | e-Prix de Portland            | Portland International Raceway, Portland                | 29 de junio |
| 14      | e-Prix de Portland            | Portland International Raceway, Portland                | 30 de junio |
| 15      | e-Prix de Londres             | Circuito del centro de exposiciones ExCeL, Londres      | 20 de julio |
| 16      | e-Prix de Londres             | Circuito del centro de exposiciones ExCeL, Londres      | 21 de julio |
| Fuente: |                               |                                                         |             |

## Resultados
| Ronda   | Fecha                | e-Prix | Mapa del circuito              | Resultados                    | Resultados             | Resultados                    | Resultados             |
| ------- | -------------------- | --- | ------------------------------ | ----------------------------- | ---------------------- | ----------------------------- | ---------------------- |
| 1       | 12 y 13 de enero     | e-Prix de la Ciudad de México Autódromo Hermanos Rodríguez Longitud: 2,630 km Vueltas: 35 Distancia de carrera: 92,050 km Ganador 2022-23: Jake Dennis - Andretti                          |                                | Libres 1                      | Jake Hughes            | Ganador                       | Pascal Wehrlein        |
| 1       | 12 y 13 de enero     | e-Prix de la Ciudad de México Autódromo Hermanos Rodríguez Longitud: 2,630 km Vueltas: 35 Distancia de carrera: 92,050 km Ganador 2022-23: Jake Dennis - Andretti                          | Libres 2                       | Mitch Evans                   | 2.º puesto             | Sébastien Buemi               |                        |
| 1       | 12 y 13 de enero     | e-Prix de la Ciudad de México Autódromo Hermanos Rodríguez Longitud: 2,630 km Vueltas: 35 Distancia de carrera: 92,050 km Ganador 2022-23: Jake Dennis - Andretti                          | Ganador grupos clasificatorios | Maximilian Günther (1:13.691) | 3.er puesto            | Nick Cassidy                  |                        |
| 1       | 12 y 13 de enero     | e-Prix de la Ciudad de México Autódromo Hermanos Rodríguez Longitud: 2,630 km Vueltas: 35 Distancia de carrera: 92,050 km Ganador 2022-23: Jake Dennis - Andretti                          | Pole position                  | Pascal Wehrlein (1:13.298)    | Vuelta rápida          | Nick Cassidy (1:14:746)       |                        |
| 1       | 12 y 13 de enero     | e-Prix de la Ciudad de México Autódromo Hermanos Rodríguez Longitud: 2,630 km Vueltas: 35 Distancia de carrera: 92,050 km Ganador 2022-23: Jake Dennis - Andretti                          | Resultados completos           |                               |                        |                               |                        |
| 2       | 25, 26 y 27 de enero | e-Prix de Diriyah Circuito callejero de Diriyah Longitud: 2,495 km Vueltas: 37 Distancia de carrera: 92,315 km Ganadores 2022-23: Pascal Wehrlein - Porsche Pascal Wehrlein - Porsche      |                                | Libres 1                      | Oliver Rowland         | Ganador                       | Jake Dennis            |
| 2       | 25, 26 y 27 de enero | e-Prix de Diriyah Circuito callejero de Diriyah Longitud: 2,495 km Vueltas: 37 Distancia de carrera: 92,315 km Ganadores 2022-23: Pascal Wehrlein - Porsche Pascal Wehrlein - Porsche      | Libres 2                       | Norman Nato                   | 2.º puesto             | Jean-Éric Vergne              |                        |
| 2       | 25, 26 y 27 de enero | e-Prix de Diriyah Circuito callejero de Diriyah Longitud: 2,495 km Vueltas: 37 Distancia de carrera: 92,315 km Ganadores 2022-23: Pascal Wehrlein - Porsche Pascal Wehrlein - Porsche      | Ganador grupos clasificatorios | Nick Cassidy (1:12.619)       | 3.er puesto            | Nick Cassidy                  |                        |
| 2       | 25, 26 y 27 de enero | e-Prix de Diriyah Circuito callejero de Diriyah Longitud: 2,495 km Vueltas: 37 Distancia de carrera: 92,315 km Ganadores 2022-23: Pascal Wehrlein - Porsche Pascal Wehrlein - Porsche      | Pole position                  | Jean-Éric Vergne (1:12.062)   | Vuelta rápida          | Jake Dennis (1:11:399)        |                        |
| 3       | 25, 26 y 27 de enero | e-Prix de Diriyah Circuito callejero de Diriyah Longitud: 2,495 km Vueltas: 37 Distancia de carrera: 92,315 km Ganadores 2022-23: Pascal Wehrlein - Porsche Pascal Wehrlein - Porsche      | Libres 3                       | Mitch Evans                   | Ganador                | Nick Cassidy                  |                        |
| 3       | 25, 26 y 27 de enero | e-Prix de Diriyah Circuito callejero de Diriyah Longitud: 2,495 km Vueltas: 37 Distancia de carrera: 92,315 km Ganadores 2022-23: Pascal Wehrlein - Porsche Pascal Wehrlein - Porsche      | Libres 3                       | Mitch Evans                   | 2.º puesto             | Robin Frijns                  |                        |
| 3       | 25, 26 y 27 de enero | e-Prix de Diriyah Circuito callejero de Diriyah Longitud: 2,495 km Vueltas: 37 Distancia de carrera: 92,315 km Ganadores 2022-23: Pascal Wehrlein - Porsche Pascal Wehrlein - Porsche      | Ganador grupos clasificatorios | Oliver Rowland (1:10.486)     | 3.er puesto            | Oliver Rowland                |                        |
| 3       | 25, 26 y 27 de enero | e-Prix de Diriyah Circuito callejero de Diriyah Longitud: 2,495 km Vueltas: 37 Distancia de carrera: 92,315 km Ganadores 2022-23: Pascal Wehrlein - Porsche Pascal Wehrlein - Porsche      | Pole position                  | Oliver Rowland (1:10.055)     | Vuelta rápida          | Nick Cassidy (1:10.606)       |                        |
| 3       | 25, 26 y 27 de enero | e-Prix de Diriyah Circuito callejero de Diriyah Longitud: 2,495 km Vueltas: 37 Distancia de carrera: 92,315 km Ganadores 2022-23: Pascal Wehrlein - Porsche Pascal Wehrlein - Porsche      | Resultados completos           |                               |                        |                               |                        |
| 4       | 15 y 16 de marzo     | e-Prix de São Paulo Circuito callejero de São Paulo Longitud: 2,960 km Vueltas: 31 Distancia de carrera: 91,760 km Ganador 2022-23: Mitch Evans - Jaguar                                   |                                | Libres 1                      | Mitch Evans            | Ganador                       | Sam Bird               |
| 4       | 15 y 16 de marzo     | e-Prix de São Paulo Circuito callejero de São Paulo Longitud: 2,960 km Vueltas: 31 Distancia de carrera: 91,760 km Ganador 2022-23: Mitch Evans - Jaguar                                   | Libres 2                       | Sam Bird                      | 2.º puesto             | Mitch Evans                   |                        |
| 4       | 15 y 16 de marzo     | e-Prix de São Paulo Circuito callejero de São Paulo Longitud: 2,960 km Vueltas: 31 Distancia de carrera: 91,760 km Ganador 2022-23: Mitch Evans - Jaguar                                   | Ganador grupos clasificatorios | Maximilian Günther (1:13.516) | 3.er puesto            | Oliver Rowland                |                        |
| 4       | 15 y 16 de marzo     | e-Prix de São Paulo Circuito callejero de São Paulo Longitud: 2,960 km Vueltas: 31 Distancia de carrera: 91,760 km Ganador 2022-23: Mitch Evans - Jaguar                                   | Pole position                  | Pascal Wehrlein (1:12.789)    | Vuelta rápida          | Sébastien Buemi (1:15.717)    |                        |
| 4       | 15 y 16 de marzo     | e-Prix de São Paulo Circuito callejero de São Paulo Longitud: 2,960 km Vueltas: 31 Distancia de carrera: 91,760 km Ganador 2022-23: Mitch Evans - Jaguar                                   | Resultados completos           |                               |                        |                               |                        |
| 5       | 29 y 30 de marzo     | e-Prix de Tokio Circuito callejero de Tokio Longitud: 2,585 km Vueltas: 33 Distancia de carrera: 85,305 km Ganador 2022-23: Primera edición                                                |                                | Libres 1                      | Robin Frijns           | Ganador                       | Maximilian Günther     |
| 5       | 29 y 30 de marzo     | e-Prix de Tokio Circuito callejero de Tokio Longitud: 2,585 km Vueltas: 33 Distancia de carrera: 85,305 km Ganador 2022-23: Primera edición                                                | Libres 2                       | Mitch Evans                   | 2.º puesto             | Oliver Rowland                |                        |
| 5       | 29 y 30 de marzo     | e-Prix de Tokio Circuito callejero de Tokio Longitud: 2,585 km Vueltas: 33 Distancia de carrera: 85,305 km Ganador 2022-23: Primera edición                                                | Ganador grupos clasificatorios | Maximilian Günther (1:19.391) | 3.er puesto            | Jake Dennis                   |                        |
| 5       | 29 y 30 de marzo     | e-Prix de Tokio Circuito callejero de Tokio Longitud: 2,585 km Vueltas: 33 Distancia de carrera: 85,305 km Ganador 2022-23: Primera edición                                                | Pole position                  | Oliver Rowland (1:19.023)     | Vuelta rápida          | Maximilian Günther (1:21:699) |                        |
| 5       | 29 y 30 de marzo     | e-Prix de Tokio Circuito callejero de Tokio Longitud: 2,585 km Vueltas: 33 Distancia de carrera: 85,305 km Ganador 2022-23: Primera edición                                                | Resultados completos           |                               |                        |                               |                        |
| 6       | 12, 13 y 14 de abril | e-Prix de Misano Adriático Misano World Circuit Marco Simoncelli Longitud: 3,381 km Vueltas: 28 Distancia de carrera: 94,668 km Ganadores 2022-23: Primera edición                         |                                | Libres 1                      | Jean-Éric Vergne       | Ganador                       | Oliver Rowland         |
| 6       | 12, 13 y 14 de abril | e-Prix de Misano Adriático Misano World Circuit Marco Simoncelli Longitud: 3,381 km Vueltas: 28 Distancia de carrera: 94,668 km Ganadores 2022-23: Primera edición                         | Libres 2                       | Jean-Éric Vergne              | 2.º puesto             | Jake Dennis                   |                        |
| 6       | 12, 13 y 14 de abril | e-Prix de Misano Adriático Misano World Circuit Marco Simoncelli Longitud: 3,381 km Vueltas: 28 Distancia de carrera: 94,668 km Ganadores 2022-23: Primera edición                         | Ganador grupos clasificatorios | Jean-Éric Vergne (1:18.062)   | 3.er puesto            | Maximilian Günther            |                        |
| 6       | 12, 13 y 14 de abril | e-Prix de Misano Adriático Misano World Circuit Marco Simoncelli Longitud: 3,381 km Vueltas: 28 Distancia de carrera: 94,668 km Ganadores 2022-23: Primera edición                         | Pole position                  | Mitch Evans (1:17.068)        | Vuelta rápida          | Oliver Rowland (1:19:730)     |                        |
| 7       | 12, 13 y 14 de abril | e-Prix de Misano Adriático Misano World Circuit Marco Simoncelli Longitud: 3,381 km Vueltas: 28 Distancia de carrera: 94,668 km Ganadores 2022-23: Primera edición                         | Libres 3                       | Robin Frijns                  | Ganador                | Pascal Wehrlein               |                        |
| 7       | 12, 13 y 14 de abril | e-Prix de Misano Adriático Misano World Circuit Marco Simoncelli Longitud: 3,381 km Vueltas: 28 Distancia de carrera: 94,668 km Ganadores 2022-23: Primera edición                         | Libres 3                       | Robin Frijns                  | 2.º puesto             | Jake Dennis                   |                        |
| 7       | 12, 13 y 14 de abril | e-Prix de Misano Adriático Misano World Circuit Marco Simoncelli Longitud: 3,381 km Vueltas: 28 Distancia de carrera: 94,668 km Ganadores 2022-23: Primera edición                         | Ganador grupos clasificatorios | Jake Hughes (1:17.610)        | 3.er puesto            | Nick Cassidy                  |                        |
| 7       | 12, 13 y 14 de abril | e-Prix de Misano Adriático Misano World Circuit Marco Simoncelli Longitud: 3,381 km Vueltas: 28 Distancia de carrera: 94,668 km Ganadores 2022-23: Primera edición                         | Pole position                  | Jake Hughes (1:16.538)        | Vuelta rápida          | Pascal Wehrlein (1:19:512)    |                        |
| 7       | 12, 13 y 14 de abril | e-Prix de Misano Adriático Misano World Circuit Marco Simoncelli Longitud: 3,381 km Vueltas: 28 Distancia de carrera: 94,668 km Ganadores 2022-23: Primera edición                         | Resultados completos           |                               |                        |                               |                        |
| 8       | 27 de abril          | e-Prix de Mónaco Circuito de Mónaco Longitud: 3,337 km Vueltas: 29 Distancia de carrera: 96,773 km Ganador 2022-23: Nick Cassidy - Envision                                                |                                | Libres 1                      | Mitch Evans            | Ganador                       | Mitch Evans            |
| 8       | 27 de abril          | e-Prix de Mónaco Circuito de Mónaco Longitud: 3,337 km Vueltas: 29 Distancia de carrera: 96,773 km Ganador 2022-23: Nick Cassidy - Envision                                                | Libres 2                       | Mitch Evans                   | 2.º puesto             | Nick Cassidy                  |                        |
| 8       | 27 de abril          | e-Prix de Mónaco Circuito de Mónaco Longitud: 3,337 km Vueltas: 29 Distancia de carrera: 96,773 km Ganador 2022-23: Nick Cassidy - Envision                                                | Ganador grupos clasificatorios | Stoffel Vandoorne (1:30.593)  | 3.er puesto            | Stoffel Vandoorne             |                        |
| 8       | 27 de abril          | e-Prix de Mónaco Circuito de Mónaco Longitud: 3,337 km Vueltas: 29 Distancia de carrera: 96,773 km Ganador 2022-23: Nick Cassidy - Envision                                                | Pole position                  | Pascal Wehrlein (1:29.861)    | Vuelta rápida          | Nick Cassidy (1:31:561)       |                        |
| 8       | 27 de abril          | e-Prix de Mónaco Circuito de Mónaco Longitud: 3,337 km Vueltas: 29 Distancia de carrera: 96,773 km Ganador 2022-23: Nick Cassidy - Envision                                                | Resultados completos           |                               |                        |                               |                        |
| 9       | 10, 11 y 12 de mayo  | e-Prix de Berlín Circuito del Aeropuerto Berlín-Tempelhof Longitud: 2,585 km Vueltas: 40 Distancia de carrera: 93,720 km Ganadores 2022-23: Mitch Evans - Jaguar Nick Cassidy - Envision   |                                | Libres 1                      | António Félix da Costa | Ganador                       | Nick Cassidy           |
| 9       | 10, 11 y 12 de mayo  | e-Prix de Berlín Circuito del Aeropuerto Berlín-Tempelhof Longitud: 2,585 km Vueltas: 40 Distancia de carrera: 93,720 km Ganadores 2022-23: Mitch Evans - Jaguar Nick Cassidy - Envision   | Libres 2                       | Maximilian Günther            | 2.º puesto             | Jean-Éric Vergne              |                        |
| 9       | 10, 11 y 12 de mayo  | e-Prix de Berlín Circuito del Aeropuerto Berlín-Tempelhof Longitud: 2,585 km Vueltas: 40 Distancia de carrera: 93,720 km Ganadores 2022-23: Mitch Evans - Jaguar Nick Cassidy - Envision   | Ganador grupos clasificatorios | Lucas Di Grassi (1:02.615)    | 3.er puesto            | Oliver Rowland                |                        |
| 9       | 10, 11 y 12 de mayo  | e-Prix de Berlín Circuito del Aeropuerto Berlín-Tempelhof Longitud: 2,585 km Vueltas: 40 Distancia de carrera: 93,720 km Ganadores 2022-23: Mitch Evans - Jaguar Nick Cassidy - Envision   | Pole position                  | Edoardo Mortara (1:01:741)    | Vuelta rápida          | Nick Cassidy (1:03.355)       |                        |
| 10      | 10, 11 y 12 de mayo  | e-Prix de Berlín Circuito del Aeropuerto Berlín-Tempelhof Longitud: 2,585 km Vueltas: 40 Distancia de carrera: 93,720 km Ganadores 2022-23: Mitch Evans - Jaguar Nick Cassidy - Envision   | Libres 3                       | Pascal Wehrlein               | Ganador                | António Félix da Costa        |                        |
| 10      | 10, 11 y 12 de mayo  | e-Prix de Berlín Circuito del Aeropuerto Berlín-Tempelhof Longitud: 2,585 km Vueltas: 40 Distancia de carrera: 93,720 km Ganadores 2022-23: Mitch Evans - Jaguar Nick Cassidy - Envision   | Libres 3                       | Pascal Wehrlein               | 2.º puesto             | Nick Cassidy                  |                        |
| 10      | 10, 11 y 12 de mayo  | e-Prix de Berlín Circuito del Aeropuerto Berlín-Tempelhof Longitud: 2,585 km Vueltas: 40 Distancia de carrera: 93,720 km Ganadores 2022-23: Mitch Evans - Jaguar Nick Cassidy - Envision   | Ganador grupos clasificatorios | Jake Dennis (1:02.518)        | 3.er puesto            | Oliver Rowland                |                        |
| 10      | 10, 11 y 12 de mayo  | e-Prix de Berlín Circuito del Aeropuerto Berlín-Tempelhof Longitud: 2,585 km Vueltas: 40 Distancia de carrera: 93,720 km Ganadores 2022-23: Mitch Evans - Jaguar Nick Cassidy - Envision   | Pole position                  | Jake Dennis (1:01.819)        | Vuelta rápida          | Nick Cassidy (1:03:728)       |                        |
| 10      | 10, 11 y 12 de mayo  | e-Prix de Berlín Circuito del Aeropuerto Berlín-Tempelhof Longitud: 2,585 km Vueltas: 40 Distancia de carrera: 93,720 km Ganadores 2022-23: Mitch Evans - Jaguar Nick Cassidy - Envision   | Resultados completos           |                               |                        |                               |                        |
| 11      | 25, 26 y 27 de mayo  | e-Prix de Shanghái Circuito Internacional de Shanghái Longitud: 3,051 km Vueltas: 29 Distancia de carrera: 88,479 km Ganadores 2022-23: Primera edición                                    |                                | Libres 1                      | Mitch Evans            | Ganador                       | Mitch Evans            |
| 11      | 25, 26 y 27 de mayo  | e-Prix de Shanghái Circuito Internacional de Shanghái Longitud: 3,051 km Vueltas: 29 Distancia de carrera: 88,479 km Ganadores 2022-23: Primera edición                                    | Libres 2                       | Norman Nato                   | 2.º puesto             | Pascal Wehrlein               |                        |
| 11      | 25, 26 y 27 de mayo  | e-Prix de Shanghái Circuito Internacional de Shanghái Longitud: 3,051 km Vueltas: 29 Distancia de carrera: 88,479 km Ganadores 2022-23: Primera edición                                    | Ganador grupos clasificatorios | Jake Hughes (1:14.140)        | 3.er puesto            | Nick Cassidy                  |                        |
| 11      | 25, 26 y 27 de mayo  | e-Prix de Shanghái Circuito Internacional de Shanghái Longitud: 3,051 km Vueltas: 29 Distancia de carrera: 88,479 km Ganadores 2022-23: Primera edición                                    | Pole position                  | Jean-Éric Vergne (1:13.322)   | Vuelta rápida          | Jake Dennis (1:15.965)        |                        |
| 12      | 25, 26 y 27 de mayo  | e-Prix de Shanghái Circuito Internacional de Shanghái Longitud: 3,051 km Vueltas: 29 Distancia de carrera: 88,479 km Ganadores 2022-23: Primera edición                                    | Libres 3                       | Nick Cassidy                  | Ganador                | António Félix da Costa        |                        |
| 12      | 25, 26 y 27 de mayo  | e-Prix de Shanghái Circuito Internacional de Shanghái Longitud: 3,051 km Vueltas: 29 Distancia de carrera: 88,479 km Ganadores 2022-23: Primera edición                                    | Libres 3                       | Nick Cassidy                  | 2.º puesto             | Jake Hughes                   |                        |
| 12      | 25, 26 y 27 de mayo  | e-Prix de Shanghái Circuito Internacional de Shanghái Longitud: 3,051 km Vueltas: 29 Distancia de carrera: 88,479 km Ganadores 2022-23: Primera edición                                    | Ganador grupos clasificatorios | Jake Hughes (1:14.308)        | 3.er puesto            | Norman Nato                   |                        |
| 12      | 25, 26 y 27 de mayo  | e-Prix de Shanghái Circuito Internacional de Shanghái Longitud: 3,051 km Vueltas: 29 Distancia de carrera: 88,479 km Ganadores 2022-23: Primera edición                                    | Pole position                  | Jake Hughes (1:13.921)        | Vuelta rápida          | Norman Nato (1:15:358)        |                        |
| 12      | 25, 26 y 27 de mayo  | e-Prix de Shanghái Circuito Internacional de Shanghái Longitud: 3,051 km Vueltas: 29 Distancia de carrera: 88,479 km Ganadores 2022-23: Primera edición                                    | Resultados completos           |                               |                        |                               |                        |
| 13      | 28, 29 y 30 de junio | e-Prix de Portland Portland International Raceway Longitud: 3,190 km Vueltas: 27 Distancia de carrera: 86,130 km Ganador 2022-23: Nick Cassidy - Envision                                  |                                | Libres 1                      | Norman Nato            | Ganador                       | António Félix da Costa |
| 13      | 28, 29 y 30 de junio | e-Prix de Portland Portland International Raceway Longitud: 3,190 km Vueltas: 27 Distancia de carrera: 86,130 km Ganador 2022-23: Nick Cassidy - Envision                                  | Libres 2                       | António Félix da Costa        | 2.º puesto             | Robin Frijns                  |                        |
| 13      | 28, 29 y 30 de junio | e-Prix de Portland Portland International Raceway Longitud: 3,190 km Vueltas: 27 Distancia de carrera: 86,130 km Ganador 2022-23: Nick Cassidy - Envision                                  | Ganador grupos clasificatorios | Dan Ticktum (1:17.610)        | 3.er puesto            | Jean-Éric Vergne              |                        |
| 13      | 28, 29 y 30 de junio | e-Prix de Portland Portland International Raceway Longitud: 3,190 km Vueltas: 27 Distancia de carrera: 86,130 km Ganador 2022-23: Nick Cassidy - Envision                                  | Pole position                  | Mitch Evans (1:08.820)        | Vuelta rápida          | Mitch Evans (1:11.588)        |                        |
| 14      | 28, 29 y 30 de junio | e-Prix de Portland Portland International Raceway Longitud: 3,190 km Vueltas: 27 Distancia de carrera: 86,130 km Ganador 2022-23: Nick Cassidy - Envision                                  | Libres 3                       | Mitch Evans                   | Ganador                | António Félix da Costa        |                        |
| 14      | 28, 29 y 30 de junio | e-Prix de Portland Portland International Raceway Longitud: 3,190 km Vueltas: 27 Distancia de carrera: 86,130 km Ganador 2022-23: Nick Cassidy - Envision                                  | Libres 3                       | Mitch Evans                   | 2.º puesto             | Robin Frijns                  |                        |
| 14      | 28, 29 y 30 de junio | e-Prix de Portland Portland International Raceway Longitud: 3,190 km Vueltas: 27 Distancia de carrera: 86,130 km Ganador 2022-23: Nick Cassidy - Envision                                  | Ganador grupos clasificatorios | Robin Frijns (1:09.665)       | 3.er puesto            | Mitch Evans                   |                        |
| 14      | 28, 29 y 30 de junio | e-Prix de Portland Portland International Raceway Longitud: 3,190 km Vueltas: 27 Distancia de carrera: 86,130 km Ganador 2022-23: Nick Cassidy - Envision                                  | Pole position                  | Jean-Éric Vergne (1:08.779)   | Vuelta rápida          | Robin Frijns (1:10.650)       |                        |
| 14      | 28, 29 y 30 de junio | e-Prix de Portland Portland International Raceway Longitud: 3,190 km Vueltas: 27 Distancia de carrera: 86,130 km Ganador 2022-23: Nick Cassidy - Envision                                  | Resultados completos           |                               |                        |                               |                        |
| 15      | 19, 20 y 21 de julio | e-Prix de Londres Circuito del centro de exposiciones ExCeL Longitud: 2,090 km Vueltas: 39 Distancia de carrera: 81,510 km Ganadores 2022-23: Mitch Evans - Jaguar Nick Cassidy - Envision |                                | Libres 1                      | Jean-Éric Vergne       | Ganador                       | Pascal Wehrlein        |
| 15      | 19, 20 y 21 de julio | e-Prix de Londres Circuito del centro de exposiciones ExCeL Longitud: 2,090 km Vueltas: 39 Distancia de carrera: 81,510 km Ganadores 2022-23: Mitch Evans - Jaguar Nick Cassidy - Envision | Libres 2                       | Robin Frijns                  | 2.º puesto             | Mitch Evans                   |                        |
| 15      | 19, 20 y 21 de julio | e-Prix de Londres Circuito del centro de exposiciones ExCeL Longitud: 2,090 km Vueltas: 39 Distancia de carrera: 81,510 km Ganadores 2022-23: Mitch Evans - Jaguar Nick Cassidy - Envision | Ganador grupos clasificatorios | Mitch Evans (1:10.878)        | 3.er puesto            | Sébastien Buemi               |                        |
| 15      | 19, 20 y 21 de julio | e-Prix de Londres Circuito del centro de exposiciones ExCeL Longitud: 2,090 km Vueltas: 39 Distancia de carrera: 81,510 km Ganadores 2022-23: Mitch Evans - Jaguar Nick Cassidy - Envision | Pole position                  | Mitch Evans (1:10.622)        | Vuelta rápida          | Mitch Evans (1:11.701)        |                        |
| 16      | 19, 20 y 21 de julio | e-Prix de Londres Circuito del centro de exposiciones ExCeL Longitud: 2,090 km Vueltas: 39 Distancia de carrera: 81,510 km Ganadores 2022-23: Mitch Evans - Jaguar Nick Cassidy - Envision | Libres 3                       | Oliver Rowland                | Ganador                | Oliver Rowland                |                        |
| 16      | 19, 20 y 21 de julio | e-Prix de Londres Circuito del centro de exposiciones ExCeL Longitud: 2,090 km Vueltas: 39 Distancia de carrera: 81,510 km Ganadores 2022-23: Mitch Evans - Jaguar Nick Cassidy - Envision | Libres 3                       | Oliver Rowland                | 2.º puesto             | Pascal Wehrlein               |                        |
| 16      | 19, 20 y 21 de julio | e-Prix de Londres Circuito del centro de exposiciones ExCeL Longitud: 2,090 km Vueltas: 39 Distancia de carrera: 81,510 km Ganadores 2022-23: Mitch Evans - Jaguar Nick Cassidy - Envision | Ganador grupos clasificatorios | Nick Cassidy (1:10.323)       | 3.er puesto            | Mitch Evans                   |                        |
| 16      | 19, 20 y 21 de julio | e-Prix de Londres Circuito del centro de exposiciones ExCeL Longitud: 2,090 km Vueltas: 39 Distancia de carrera: 81,510 km Ganadores 2022-23: Mitch Evans - Jaguar Nick Cassidy - Envision | Pole position                  | Nick Cassidy (1:09.871)       | Vuelta rápida          | Jake Hughes (1:11.331)        |                        |
| 16      | 19, 20 y 21 de julio | e-Prix de Londres Circuito del centro de exposiciones ExCeL Longitud: 2,090 km Vueltas: 39 Distancia de carrera: 81,510 km Ganadores 2022-23: Mitch Evans - Jaguar Nick Cassidy - Envision | Resultados completos           |                               |                        |                               |                        |
| Fuente: |                      | |                                |                               |                        |                               |                        |

## Clasificaciones

### Puntuaciones
Carrera
| Posición | 1.º | 2.º | 3.º | 4.º | 5.º | 6.º | 7.º | 8.º | 9.º | 10.º | VR | P |
| Puntos   | 25  | 18  | 15  | 12  | 10  | 8   | 6   | 4   | 2   | 1    | 1  | 3 |

### Campeonato de Pilotos
| Pos. | N.º | Piloto                 | MEX | DIR | DIR | SÃO | TOK | MIS | MIS | MON | BER | BER | SHA | SHA | PRT | PRT | LON | LON | Puntos |
| ---- | --- | ---------------------- | --- | --- | --- | --- | --- | --- | --- | --- | --- | --- | --- | --- | --- | --- | --- | --- | ------ |
| 1    | 94  | Pascal Wehrlein        | 1   | 8   | 7   | 4   | 5   | 16  | 1   | 5   | 5   | 4   | 2   | 20  | 10  | 4   | 1   | 2   | 198    |
| 2    | 9   | Mitch Evans            | 5   | 5   | 10  | 2   | 15  | 5   | NC  | 1   | 4   | 6   | 1   | 5   | 8   | 3   | 2   | 3   | 192    |
| 3    | 37  | Nick Cassidy           | 3   | 3   | 1   | Ret | 8   | Ret | 3   | 2   | 1   | 2   | 3   | 4   | 19  | 16  | 7   | Ret | 176    |
| 4    | 22  | Oliver Rowland         | 11  | 13  | 3   | 3   | 2   | 1   | Ret | 6   | 3   | 3   | 4   | 10  | WD  | WD  | 15  | 1   | 156    |
| 5    | 25  | Jean-Éric Vergne       | 6   | 2   | 8   | 7   | 12  | 6   | 7   | 4   | 2   | 10  | 6   | 7   | 3   | 5   | 17  | 5   | 139    |
| 6    | 13  | António Félix da Costa | Ret | 16  | 14  | 6   | 4   | DSQ | 19  | 7   | 6   | 1   | 18  | 1   | 1   | 1   | Ret | 13  | 134    |
| 7    | 1   | Jake Dennis            | 9   | 1   | 12  | 5   | 3   | 2   | 2   | 20  | Ret | 5   | 5   | 11  | 6   | 10  | 16  | Ret | 122    |
| 8    | 7   | Maximilian Günther     | 4   | 7   | 9   | 9   | 1   | 3   | 12  | 9   | Ret | Ret | 21  | 8   | Ret | 8   | Ret | Ret | 73     |
| 9    | 4   | Robin Frijns           | Ret | 10  | 2   | 18  | 9   | 17  | Ret | 17  |     |     | 12  | 9   | 2   | 2   | Ret | 7   | 66     |
| 10   | 2   | Stoffel Vandoorne      | 8   | 14  | 5   | 8   | 16  | 8   | Ret | 3   | 7   | 20  | 9   | 6   | 9   | 11  | 9   | 8   | 61     |
| 11   | 16  | Sébastien Buemi        | 2   | 12  | WD  | 10  | 13  | 12  | Ret | 15  |     |     | 8   | 12  | 20  | 9   | 3   | 4   | 53     |
| 12   | 51  | Nico Müller            | 17  | 18  | 13  | Ret | 7   | 11  | 4   | Ret |     |     | 15  | 15  | 5   | 6   | 6   | 6   | 52     |
| 13   | 8   | Sam Bird               | 14  | 4   | Ret | 1   | NC  | Ret | 10  | WD  |     |     | 17  | Ret | 7   | Ret | 8   | Ret | 48     |
| 14   | 5   | Jake Hughes            | 7   | 11  | 4   | Ret | 14  | 13  | 8   | 16  | 15  | 12  | 16  | 2   | 21  | Ret | Ret | 10  | 48     |
| 15   | 17  | Norman Nato            | 10  | 6   | 16  | 17  | 6   | 7   | 18  | 10  | 18  | 19  | 14  | 3   | 13  | 7   | 10  | 12  | 47     |
| 16   | 48  | Edoardo Mortara        | 13  | 15  | 11  | 12  | DSQ | Ret | 13  | Ret | 8   | 16  | Ret | 13  | 4   | Ret | 5   | Ret | 29     |
| 17   | 23  | Sacha Fenestraz        | 12  | Ret | 6   | 11  | 11  | 9   | 5   | 8   | 9   | Ret | 11  | 14  | 15  | 18  | 14  | 15  | 26     |
| 18   | 21  | Nyck de Vries          | 15  | 17  | 15  | 14  | Ret | 14  | 15  | 12  |     |     | 7   | 16  | 12  | Ret | 4   | 16  | 18     |
| 19   | 33  | Dan Ticktum            | 18  | 21  | Ret | 16  | 18  | 4   | 14  | 13  | 14  | 17  | 20  | 21  | 17  | 14  | 13  | 14  | 12     |
| 20   | 3   | Sérgio Sette Câmara    | DNS | 9   | 18  | DSQ | 10  | 15  | 6   | 19  | 16  | 13  | 13  | 18  | 14  | 13  | 12  | 11  | 11     |
| 21   | 18  | Jehan Daruvala         | 16  | 20  | Ret | 15  | 17  | Ret | 9   | 18  | 17  | 7   | 19  | 17  | 16  | 12  | 18  | Ret | 8      |
| 22   | 8   | Taylor Barnard         |     |     |     |     |     |     |     | 14  | 10  | 8   |     |     |     |     |     |     | 5      |
| 23   | 11  | Lucas Di Grassi        | Ret | 19  | 17  | 13  | Ret | 10  | 12  | 11  | Ret | 11  | 10  | 19  | 11  | 17  | 11  | 9   | 4      |
| 24   | 4   | Joel Eriksson          |     |     |     |     |     |     |     |     | Ret | 9   |     |     |     |     |     |     | 2      |
| 25   | 51  | Kelvin van der Linde   |     |     |     |     |     |     |     |     | 11  | 15  |     |     |     |     |     |     | 0      |
| 26   | 21  | Jordan King            |     |     |     |     |     |     |     |     | 12  | 18  |     |     |     |     |     |     | 0      |
| 27   | 16  | Paul Aron              |     |     |     |     |     |     |     |     | 13  | 14  |     |     |     |     |     |     | 0      |
| 28   | 22  | Caio Collet            |     |     |     |     |     |     |     |     |     |     |     |     | 18  | 15  |     |     | 0      |
| Pos. | N.º | Piloto                 | MEX | DIR | DIR | SÃO | TOK | MIS | MIS | MON | BER | BER | SHA | SHA | PRT | PRT | LON | LON | Puntos |

| Color     | Resultado                                                               |
| --------- | ----------------------------------------------------------------------- |
| Oro       | Ganador                                                                 |
| Plata     | 2.ª plaza                                                               |
| Bronce    | 3.ª plaza                                                               |
| Verde     | Finalizó en los puntos                                                  |
| Azul      | Finalizó sin puntos                                                     |
| Azul      | NC - No clasificado                                                     |
| Violeta   | Ret - No terminó (Carrera)                                              |
| Rojo      | DNQ - No se clasificó                                                   |
| Negro     | DSQ - Descalificado                                                     |
| Blanco    | DNS - No empezó (carrera)                                               |
| Blanco    | WD - Retirado (fin de semana)                                           |
| Blanco    | C - Carrera cancelada                                                   |
| Sin color | DNP - Inscrito pero no participó                                        |
| Sin color | INJ - Lesionado                                                         |
| Sin color | EX - Excluido                                                           |
| Estado    | Resultado                                                               |
| Negrita   | Pole position                                                           |
| Cursiva   | Vuelta rápida                                                           |
| †         | Abandona, pero clasifica al completar el porcentaje requerido para ello |

Fuente: Fórmula E.

### Campeonato de Equipos
| Pos. | Equipo             | N.º | MEX | DIR | DIR | SÃO | TOK | MIS | MIS | MON | BER | BER | SHA | SHA | PRT | PRT | LON | LON | Puntos |
| ---- | ------------------ | --- | --- | --- | --- | --- | --- | --- | --- | --- | --- | --- | --- | --- | --- | --- | --- | --- | ------ |
| 1    | Jaguar             | 9   | 5   | 5   | 10  | 2   | 15  | 5   | NC  | 1   | 4   | 6   | 1   | 5   | 8   | 3   | 2   | 3   | 368    |
| 1    | Jaguar             | 37  | 3   | 3   | 1   | Ret | 8   | Ret | 3   | 2   | 1   | 2   | 3   | 4   | 19  | 16  | 7   | Ret | 368    |
| 2    | Porsche            | 13  | Ret | 16  | 14  | 6   | 4   | DSQ | 19  | 7   | 6   | 1   | 18  | 1   | 1   | 1   | Ret | 13  | 332    |
| 2    | Porsche            | 94  | 1   | 8   | 7   | 4   | 5   | 16  | 1   | 5   | 5   | 4   | 2   | 20  | 10  | 4   | 1   | 2   | 332    |
| 3    | Penske-DS          | 2   | 8   | 14  | 5   | 8   | 16  | 8   | Ret | 3   | 7   | 20  | 9   | 6   | 9   | 11  | 9   | 8   | 200    |
| 3    | Penske-DS          | 25  | 6   | 2   | 8   | 7   | 12  | 6   | 7   | 4   | 2   | 10  | 6   | 7   | 3   | 5   | 17  | 5   | 200    |
| 4    | Nissan             | 22  | 11  | 13  | 3   | 3   | 2   | 1   | Ret | 6   | 3   | 3   | 4   | 10  | 18  | 15  | 15  | 1   | 182    |
| 4    | Nissan             | 23  | 12  | Ret | 6   | 11  | 11  | 9   | 5   | 8   | 9   | Ret | 11  | 14  | 15  | 18  | 14  | 15  | 182    |
| 5    | Andretti-Porsche   | 1   | 9   | 1   | 12  | 5   | 3   | 2   | 2   | 20  | Ret | 5   | 5   | 11  | 6   | 10  | 16  | Ret | 169    |
| 5    | Andretti-Porsche   | 17  | 10  | 6   | 16  | 17  | 6   | 7   | 18  | 10  | 18  | 19  | 14  | 3   | 13  | 7   | 10  | 12  | 169    |
| 6    | Envision-Jaguar    | 4   | Ret | 10  | 2   | 18  | 9   | 17  | Ret | 17  | Ret | 9   | 12  | 9   | 2   | 2   | Ret | 7   | 121    |
| 6    | Envision-Jaguar    | 16  | 2   | 12  | WD  | 10  | 13  | 12  | Ret | 15  | 13  | 14  | 8   | 12  | 20  | 9   | 3   | 4   | 121    |
| 7    | McLaren-Nissan     | 5   | 7   | 11  | 4   | Ret | 14  | 13  | 8   | 16  | 15  | 12  | 16  | 2   | 21  | Ret | Ret | 10  | 101    |
| 7    | McLaren-Nissan     | 8   | 14  | 4   | Ret | 1   | NC  | Ret | 10  | 14  | 10  | 8   | 17  | Ret | 7   | Ret | 8   | Ret | 101    |
| 8    | Maserati           | 7   | 4   | 7   | 9   | 9   | 1   | 3   | 12  | 9   | Ret | Ret | 21  | 8   | Ret | 8   | Ret | Ret | 81     |
| 8    | Maserati           | 18  | 16  | 20  | Ret | 15  | 17  | Ret | 9   | 18  | 17  | 7   | 19  | 17  | 16  | 12  | 18  | Ret | 81     |
| 9    | ABT CUPRA-Mahindra | 11  | Ret | 19  | 17  | 13  | Ret | 10  | 12  | 11  | Ret | 11  | 10  | 19  | 11  | 17  | 11  | 9   | 56     |
| 9    | ABT CUPRA-Mahindra | 51  | 17  | 18  | 13  | Ret | 7   | 11  | 4   | Ret | 11  | 15  | 15  | 15  | 5   | 6   | 6   | 6   | 56     |
| 10   | Mahindra           | 21  | 15  | 17  | 15  | 14  | Ret | 14  | 15  | 12  | 12  | 18  | 7   | 16  | 12  | Ret | 4   | 16  | 47     |
| 10   | Mahindra           | 48  | 13  | 15  | 11  | 12  | DSQ | Ret | 13  | Ret | 8   | 16  | Ret | 13  | 4   | Ret | 5   | Ret | 47     |
| 11   | ERT                | 3   | DNS | 9   | 18  | DSQ | 10  | 15  | 6   | 19  | 16  | 13  | 13  | 18  | 14  | 13  | 12  | 11  | 23     |
| 11   | ERT                | 33  | 18  | 21  | Ret | 16  | 18  | 4   | 14  | 13  | 14  | 17  | 20  | 21  | 17  | 14  | 13  | 14  | 23     |
| Pos. | Equipo             | N.º | MEX | DIR | DIR | SÃO | TOK | MIS | MIS | MON | BER | BER | SHA | SHA | PRT | PRT | LON | LON | Puntos |

| Color     | Resultado                                                               |
| --------- | ----------------------------------------------------------------------- |
| Oro       | Ganador                                                                 |
| Plata     | 2.ª plaza                                                               |
| Bronce    | 3.ª plaza                                                               |
| Verde     | Finalizó en los puntos                                                  |
| Azul      | Finalizó sin puntos                                                     |
| Azul      | NC - No clasificado                                                     |
| Violeta   | Ret - No terminó (Carrera)                                              |
| Rojo      | DNQ - No se clasificó                                                   |
| Negro     | DSQ - Descalificado                                                     |
| Blanco    | DNS - No empezó (carrera)                                               |
| Blanco    | WD - Retirado (fin de semana)                                           |
| Blanco    | C - Carrera cancelada                                                   |
| Sin color | DNP - Inscrito pero no participó                                        |
| Sin color | INJ - Lesionado                                                         |
| Sin color | EX - Excluido                                                           |
| Estado    | Resultado                                                               |
| Negrita   | Pole position                                                           |
| Cursiva   | Vuelta rápida                                                           |
| †         | Abandona, pero clasifica al completar el porcentaje requerido para ello |

Fuente: Fórmula E.

### Campeonato de Fabricantes
| Pos. | Fabricante | MEX | DIR | DIR | SÃO | TOK | MIS | MIS | MON | BER | BER | SHA | SHA | PRT | PRT | LON | LON | Puntos |
| ---- | ---------- | --- | --- | --- | --- | --- | --- | --- | --- | --- | --- | --- | --- | --- | --- | --- | --- | ------ |
| 1    | Jaguar     | 2   | 3   | 1   | 2   | 8   | 5   | 3   | 1   | 1   | 2   | 1   | 4   | 2   | 2   | 2   | 3   | 455    |
| 1    | Jaguar     | 3   | 5   | 2   | 10  | 9   | 12  | Ret | 2   | 4   | 6   | 3   | 5   | 8   | 3   | 3   | 4   | 455    |
| 2    | Porsche    | 1   | 1   | 7   | 4   | 3   | 2   | 1   | 5   | 5   | 1   | 2   | 1   | 1   | 1   | 1   | 2   | 451    |
| 2    | Porsche    | 9   | 6   | 12  | 5   | 4   | 7   | 2   | 7   | 6   | 4   | 5   | 3   | 6   | 4   | 10  | 12  | 451    |
| 3    | Nissan     | 7   | 4   | 3   | 1   | 2   | 1   | 5   | 6   | 3   | 3   | 4   | 2   | 7   | 15  | 8   | 1   | 273    |
| 3    | Nissan     | 11  | 11  | 4   | 3   | 11  | 9   | 8   | 8   | 9   | 8   | 11  | 20  | 15  | 18  | 14  | 10  | 273    |
| 4    | Stellantis | 4   | 2   | 5   | 7   | 1   | 3   | 7   | 3   | 2   | 7   | 6   | 6   | 3   | 5   | 9   | 5   | 263    |
| 4    | Stellantis | 6   | 7   | 8   | 8   | 12  | 6   | 9   | 4   | 7   | 10  | 9   | 7   | 9   | 8   | 17  | 8   | 263    |
| 5    | Mahindra   | 13  | 15  | 11  | 12  | 7   | 10  | 4   | 11  | 8   | 11  | 7   | 13  | 4   | 6   | 4   | 6   | 95     |
| 5    | Mahindra   | 15  | 17  | 13  | 13  | Ret | 11  | 11  | 12  | 11  | 15  | 10  | 15  | 5   | 17  | 5   | 9   | 95     |
| 6    | ERT        | 18  | 9   | 17  | 16  | 10  | 4   | 6   | 13  | 14  | 13  | 13  | 18  | 14  | 13  | 12  | 11  | 23     |
| 6    | ERT        | DNS | 21  | Ret | DSQ | 18  | 15  | 14  | 18  | 16  | 17  | 20  | 21  | 17  | 14  | 13  | 14  | 23     |
| Pos. | Fabricante | MEX | DIR | DIR | SÃO | TOK | MIS | MIS | MON | BER | BER | SHA | SHA | PRT | PRT | LON | LON | Puntos |

| Color     | Resultado                                                               |
| --------- | ----------------------------------------------------------------------- |
| Oro       | Ganador                                                                 |
| Plata     | 2.ª plaza                                                               |
| Bronce    | 3.ª plaza                                                               |
| Verde     | Finalizó en los puntos                                                  |
| Azul      | Finalizó sin puntos                                                     |
| Azul      | NC - No clasificado                                                     |
| Violeta   | Ret - No terminó (Carrera)                                              |
| Rojo      | DNQ - No se clasificó                                                   |
| Negro     | DSQ - Descalificado                                                     |
| Blanco    | DNS - No empezó (carrera)                                               |
| Blanco    | WD - Retirado (fin de semana)                                           |
| Blanco    | C - Carrera cancelada                                                   |
| Sin color | DNP - Inscrito pero no participó                                        |
| Sin color | INJ - Lesionado                                                         |
| Sin color | EX - Excluido                                                           |
| Estado    | Resultado                                                               |
| Negrita   | Pole position                                                           |
| Cursiva   | Vuelta rápida                                                           |
| †         | Abandona, pero clasifica al completar el porcentaje requerido para ello |

Fuente: Fórmula E.

### Estadísticas del Campeonato de Pilotos
| Pos. | Piloto                 | Equipo    | e-Prixs | Victorias | Podios | Poles | Vueltas rápidas | Puntos |
| ---- | ---------------------- | --------- | ------- | --------- | ------ | ----- | --------------- | ------ |
| 1    | Pascal Wehrlein        | Porsche   | 16      | 3         | 5      | 3     | 1               | 198    |
| 2    | Mitch Evans            | Jaguar    | 16      | 2         | 6      | 3     | 2               | 192    |
| 3    | Nick Cassidy           | Jaguar    | 16      | 2         | 8      | 1     | 5               | 176    |
| 4    | Oliver Rowland         | Nissan    | 16      | 2         | 7      | 2     | 1               | 156    |
| 5    | Jean-Éric Vergne       | Penske    | 16      |           | 3      | 3     |                 | 139    |
| 6    | António Félix da Costa | Porsche   | 16      | 4         | 4      |       |                 | 134    |
| 7    | Jake Dennis            | Andretti  | 16      | 1         | 4      | 1     | 2               | 122    |
| 8    | Maximilian Günther     | Maserati  | 16      | 1         | 2      |       | 1               | 73     |
| 9    | Robin Frijns           | Envision  | 14      |           | 3      |       | 1               | 66     |
| 10   | Stoffel Vandoorne      | Penske    | 16      |           | 1      |       |                 | 61     |
| 11   | Sébastien Buemi        | Envision  | 14 (13) |           | 2      |       | 1               | 53     |
| 12   | Nico Müller            | ABT CUPRA | 14      |           |        |       |                 | 52     |
| 13   | Sam Bird               | McLaren   | 13      | 1         | 1      |       |                 | 48     |
| 14   | Jake Hughes            | McLaren   | 16      |           | 1      | 2     | 1               | 48     |
| 15   | Norman Nato            | Andretti  | 16      |           | 1      |       | 1               | 47     |
| 16   | Edoardo Mortara        | Mahindra  | 16      |           |        | 1     |                 | 29     |
| 17   | Sacha Fenestraz        | Nissan    | 16      |           |        |       |                 | 26     |
| 18   | Nyck de Vries          | Mahindra  | 14      |           |        |       |                 | 18     |
| 19   | Dan Ticktum            | ERT       | 16      |           |        |       |                 | 12     |
| 20   | Sérgio Sette Câmara    | ERT       | 16 (15) |           |        |       |                 | 11     |
| 21   | Jehan Daruvala         | Maserati  | 16      |           |        |       |                 | 8      |
| 22   | Taylor Barnard         | McLaren   | 3       |           |        |       |                 | 5      |
| 23   | Lucas Di Grassi        | ABT CUPRA | 16      |           |        |       |                 | 4      |
| 24   | Joel Eriksson          | Envision  | 2       |           |        |       |                 | 2      |
| 25   | Kelvin van der Linde   | ABT CUPRA | 2       |           |        |       |                 | 0      |
| 26   | Jordan King            | Mahindra  | 2       |           |        |       |                 | 0      |
| 27   | Paul Aron              | Envision  | 2       |           |        |       |                 | 0      |
| 28   | Caio Collet            | Nissan    | 2       |           |        |       |                 | 0      |

### Estadísticas del Campeonato de Equipos
| Pos. | Equipo    | Unidad       | e-Prixs | Victorias | Podios | Poles | Vueltas rápidas | Puntos |
| ---- | --------- | ------------ | ------- | --------- | ------ | ----- | --------------- | ------ |
| 1    | Jaguar    | I-Type 6     | 16      | 4         | 14     | 4     | 7               | 368    |
| 2    | Porsche   | 99X Electric | 16      | 7         | 9      | 3     | 1               | 332    |
| 3    | Penske    | E-Tense FE23 | 16      |           | 4      | 3     |                 | 200    |
| 4    | Nissan    | e-4ORCE 04   | 16      | 2         | 7      | 2     | 1               | 182    |
| 5    | Andretti  | 99X Electric | 16      | 1         | 5      | 1     | 3               | 169    |
| 6    | Envision  | I-Type 6     | 16      |           | 5      |       | 2               | 121    |
| 7    | McLaren   | e-4ORCE 04   | 16      | 1         | 2      | 2     | 1               | 101    |
| 8    | Maserati  | Tipo Folgore | 16      | 1         | 2      |       | 1               | 81     |
| 9    | ABT CUPRA | M9Electro    | 16      |           |        |       |                 | 56     |
| 10   | Mahindra  | M9Electro    | 16      |           |        | 1     |                 | 47     |
| 11   | ERT       | X24          | 16      |           |        |       |                 | 23     |

### Estadísticas del Campeonato de Fabricantes
| Pos. | Equipo     | e-Prixs | Victorias | Podios | Poles | Vueltas rápidas | Puntos |
| ---- | ---------- | ------- | --------- | ------ | ----- | --------------- | ------ |
| 1    | Jaguar     | 16      | 5         | 19     | 3     | 8               | 455    |
| 2    | Porsche    | 16      | 7         | 14     | 3     | 4               | 451    |
| 3    | Nissan     | 16      | 3         | 9      | 3     | 1               | 273    |
| 4    | Stellantis | 16      | 1         | 6      | 3     | 1               | 263    |
| 5    | Mahindra   | 16      |           |        |       |                 | 95     |
| 6    | ERT        | 16      |           |        |       |                 | 23     |